# Scopaeocharax rhinodus
Scopaeocharax rhinodus és una espècie de peix d'aigua dolça de la família dels caràcids i de l'ordre dels caraciformes.
Els adults poden assolir 2,4 cm de llargària. Viu en zones de clima tropical a la conca del riu Huallaga al Perú a Sud-amèrica.